# Associazione Sportiva Taranto 1972-1973
Questa voce raccoglie le informazioni riguardanti l'Associazione Sportiva Taranto nelle competizioni ufficiali della stagione 1972-1973.

## Rosa

La squadra in campo con la seconda maglia fasciata

| N. |                   | Ruolo | Calciatore         |
| -- | ----------------- | ----- | ------------------ |
|    | Italia (bandiera) | C     | Luciano Aristei    |
|    | Italia (bandiera) | P     | Piero Baroncini    |
|    | Italia (bandiera) | A     | Bruno Beretti      |
|    | Italia (bandiera) | D     | Mario Biondi       |
|    | Italia (bandiera) | P     | Luigi Boni         |
|    | Italia (bandiera) | C     | Franco Campidonico |
|    | Italia (bandiera) | D     | Francesco Cappelli |
|    | Italia (bandiera) | P     | Paolo Cimpiel      |
|    | Italia (bandiera) | C     | Gino Gagliardelli  |
|    | Italia (bandiera) | C     | Pierluigi Lambrugo |

| N. |                   | Ruolo | Calciatore         |
| -- | ----------------- | ----- | ------------------ |
|    | Italia (bandiera) | C     | Valerio Majo       |
|    | Italia (bandiera) | A     | Giancarlo Morelli  |
|    | Italia (bandiera) | A     | Angelo Paina       |
|    | Italia (bandiera) | D     | Gianni Palanca     |
|    | Italia (bandiera) | A     | Tiziano Panozzo    |
|    | Italia (bandiera) | C     | Ambrogio Pelagalli |
|    | Italia (bandiera) | D     | Sergio Reggiani    |
|    | Italia (bandiera) | C     | Ivan Romanzini     |
|    | Italia (bandiera) | D     | Raffaello Rondoni  |
|    | Italia (bandiera) | D     | Giuseppe Unere     |

## Risultati

### Serie B

#### Girone di andata
| 17 settembre 1972 1ª giornata | Taranto | 0 – 3 | Catanzaro |  |

| 24 settembre 1972 2ª giornata | Reggiana | 1 – 0 | Taranto |  |

| 1º ottobre 1972 3ª giornata | Taranto | 0 – 0 | Foggia |  |

| 8 ottobre 1972 4ª giornata | Lecco | 1 – 1 | Taranto |  |

| 15 ottobre 1972 5ª giornata | Taranto | 1 – 1 | Mantova |  |

| 22 ottobre 1972 6ª giornata | Como | 2 – 2 | Taranto |  |

| 29 ottobre 1972 7ª giornata | Taranto | 0 – 0 | Catania |  |

| 5 novembre 1972 8ª giornata | Monza | 1 – 0 | Taranto |  |

| 12 novembre 1972 9ª giornata | Arezzo | 0 – 0 | Taranto |  |

| 19 novembre 1972 10ª giornata | Taranto | 2 – 1 | Ascoli |  |

| 26 novembre 1972 11ª giornata | Genoa | 1 – 0 | Taranto |  |

| 3 dicembre 1972 12ª giornata | Taranto | 2 – 1 | Brescia |  |

| 10 dicembre 1972 13ª giornata | Bari | 3 – 2 | Taranto |  |

| 17 dicembre 1972 14ª giornata | Taranto | 1 – 1 | Brindisi |  |

| 24 dicembre 1972 15ª giornata | Varese | 2 – 1 | Taranto |  |

| 30 dicembre 1972 16ª giornata | Taranto | 1 – 1 | Cesena |  |

| 7 gennaio 1973 17ª giornata | Taranto | 2 – 2 | Reggina |  |

| 14 gennaio 1973 18ª giornata | Novara | 3 – 0 | Taranto |  |

| 21 gennaio 1973 19ª giornata | Taranto | 2 – 1 | Perugia |  |

#### Girone di ritorno
| 4 febbraio 1973 20ª giornata | Catanzaro | 2 – 2 | Taranto |  |

| 11 febbraio 1973 21ª giornata | Taranto | 0 – 0 | Reggiana |  |

| 18 febbraio 1973 22ª giornata | Foggia | 1 – 1 | Taranto |  |

| 25 febbraio 1973 23ª giornata | Taranto | 1 – 0 | Lecco |  |

| 4 marzo 1973 24ª giornata | Mantova | 1 – 0 | Taranto |  |

| 11 marzo 1973 25ª giornata | Taranto | 0 – 0 | Como |  |

| 18 marzo 1973 26ª giornata | Catania | 1 – 1 | Taranto |  |

| 1º aprile 1973 27ª giornata | Taranto | 0 – 1 | Monza |  |

| 8 aprile 1973 28ª giornata | Taranto | 1 – 0 | Arezzo |  |

| 15 aprile 1973 29ª giornata | Ascoli | 1 – 0 | Taranto |  |

| 22 aprile 1973 30ª giornata | Taranto | 0 – 0 | Genoa |  |

| 29 aprile 1973 31ª giornata | Brescia | 2 – 0 | Taranto |  |

| 6 maggio 1973 32ª giornata | Taranto | 2 – 0 | Bari |  |

| 13 maggio 1973 33ª giornata | Brindisi | 1 – 1 | Taranto |  |

| 20 maggio 1973 34ª giornata | Taranto | 1 – 0 | Varese |  |

| 25 maggio 1973 35ª giornata | Cesena | 2 – 0 | Taranto |  |

| 3 giugno 1973 36ª giornata | Reggina | 1 – 0 | Taranto |  |

| 10 giugno 1973 37ª giornata | Taranto | 2 – 1 | Novara |  |

| 17 giugno 1973 38ª giornata | Perugia | 0 – 0 | Taranto |  |

### Coppa Italia

#### Primo turno
| Taranto 27 agosto 1972, ore 17:30 CEST 1ª giornata | Taranto             | 0 – 0 referto | Palermo | Stadio Salinella\| Arbitro: \| Panzino (Catanzaro) \| |
| Arbitro:                                           | Panzino (Catanzaro) |               |         |                                                       |

| Taranto 30 agosto 1972, ore 17:30 CEST 2ª giornata | Taranto          | 0 – 0 referto | Brindisi | Stadio Salinella\| Arbitro: \| Lenardon (Siena) \| |
| Arbitro:                                           | Lenardon (Siena) |               |          |                                                    |

| Arbitro: | Monti (Ancona) |

|             |           |  |
| Zurlini 60’ | Marcatori |  |

| 4ª giornata |  | – Turno di riposo |  |  |

| Arbitro: | Agnolin (Bassano del Grappa) |

|               |           |                |
| Chinaglia 70’ | Marcatori | 23’, 88’ Paina |

## Statistiche

### Statistiche di squadra
| Competizione | Punti | In casa | In casa | In casa | In casa | In casa | In casa | In trasferta | In trasferta | In trasferta | In trasferta | In trasferta | In trasferta | Totale | Totale | Totale | Totale | Totale | Totale | DR  |
| Competizione | Punti | G       | V       | N       | P       | Gf      | Gs      | G            | V            | N            | P            | Gf           | Gs           | G      | V      | N      | P      | Gf     | Gs     | DR  |
| ------------ | ----- | ------- | ------- | ------- | ------- | ------- | ------- | ------------ | ------------ | ------------ | ------------ | ------------ | ------------ | ------ | ------ | ------ | ------ | ------ | ------ | --- |
| Serie B      | 33    | 19      | 8       | 9       | 2       | 18      | 13      | 19           | 0            | 8            | 11           | 11           | 26           | 38     | 8      | 17     | 13     | 29     | 39     | -10 |
| Coppa Italia | 4     | 2       | 0       | 2       | 0       | 0       | 0       | 2            | 1            | 0            | 1            | 2            | 2            | 4      | 1      | 2      | 1      | 2      | 2      | 0   |
| Totale       |       | 21      | 8       | 11      | 2       | 18      | 13      | 21           | 1            | 8            | 12           | 13           | 28           | 42     | 9      | 19     | 14     | 31     | 41     | -10 |

### Statistiche dei giocatori
| Giocatore       | Serie B  | Serie B | Coppa Italia | Coppa Italia | Totale   | Totale |
| Giocatore       | Presenze | Reti    | Presenze     | Reti         | Presenze | Reti   |
| --------------- | -------- | ------- | ------------ | ------------ | -------- | ------ |
| L. Alpini       | -        | -       | 1            | 0            | 1        | 0      |
| L. Aristei      | 29       | 3       | 3            | 0            | 32       | 3      |
| P. Baroncini    | 5        | -8      | 4            | -2           | 9        | -10    |
| B. Beretti      | 22       | 3       | 3            | 0            | 25       | 3      |
| M. Biondi       | 38       | 0       | 4            | 0            | 42       | 0      |
| L. Boni         | 16       | -14     | -            | -            | 16       | -14    |
| F. Campidonico  | 32       | 3       | 3            | 0            | 35       | 3      |
| F. Cappelli     | 10       | 0       | -            | -            | 10       | 0      |
| P. Cimpiel      | 17       | -17     | -            | -            | 17       | -17    |
| G. Gagliardelli | 23       | 0       | -            | -            | 23       | 0      |
| P. Lambrugo     | 27       | 0       | 3            | 0            | 30       | 0      |
| V. Majo         | 23       | 2       | -            | -            | 23       | 2      |
| G. Morelli      | 16       | 1       | 3            | 0            | 19       | 1      |
| F. Paglialunga  | -        | -       | 1            | 0            | 1        | 0      |
| A. Paina        | 33       | 6       | 4            | 2            | 37       | 8      |
| G. Palanca      | 17       | 1       | -            | -            | 17       | 1      |
| T. Panozzo      | 30       | 4       | 2            | 0            | 32       | 4      |
| A. Pelagalli    | 31       | 0       | 4            | 0            | 35       | 0      |
| S. Reggiani     | 33       | 1       | 1            | 0            | 34       | 1      |
| I. Romanzini    | 29       | 3       | 4            | 0            | 33       | 3      |
| R. Rondoni      | 5        | 0       | 4            | 0            | 9        | 0      |
| G. Unere        | 15       | 0       | 4            | 0            | 19       | 0      |